# Аду (футболист)
Эдуардо Роберто Стинген (порт. Eduardo Roberto Stinghen; 4 июля 1944, Жарагуа-ду-Сул, Санта-Катарина, Бразилия), более известный как Аду (порт. Ado) — бразильский футбольный вратарь, чемпион мира 1970 года.

## Биография
Эдуардо родился 4 июля 1944 года в семье итальянско-немецкого происхождения. Его родителями были Тереза Шмитт Стинген (Штинген) (порт. Teresa Schmitt Stinghen) и Жулио Стинген (порт. Julio Stinghen). В 1951 году семья переехала в город Лондрину в северной части штата Парана, где глава семьи стал учителем португальского языка в школе порт. Colégio Estadual «Vicente Rijo».
В Лондрине Эдуардо Роберто начал обучение в школе-интернате Colégio Marista, где получил хорошее образование, изучая религиозные, научные, культурные и общественные дисциплины. Там же он увлёкся спортом, в особенности футболом.
В 1964 году, когда в Бразилии началась военная диктатура, Эдуардо Роберто Стинген подписал свой первый профессиональный контракт в 18-летнем возрасте. Его первой командой стала «Лондрина». Успехи молодого вратаря спустя 5 лет были замечены одним из сильнейших клубов Бразилии, «Коринтиансом», который в те годы вошёл в длительную полосу без крупных титулов (с 1966 по 1977 год «Тимао» не выиграл ни одного трофея как на уровне штатов, так и на национальном уровне).
На клубном уровне единственным трофеем для Аду стал Кубок Гуанабара 1974 года, завоёванный им вместе с «Коринтиансом», хотя этот трофей не считается значимым для бразильского футбола, поскольку является лишь частью единого турнира — чемпионата штата Рио (Лига Кариока).
Главным достижением в карьере вратаря стал титул чемпиона мира 1970 года, хотя на том турнире все матчи в воротах бразильцев провёл Феликс Миели. Сам Аду трижды выходил на поле в других играх сборной в 1970 году: с Мексикой, Болгарией и Аргентиной, где пропустил три мяча.
После 1975 года Аду, как стали называть Стингена болельщики, перешёл в Атлетико Минейро, после чего, до самого завершения карьеры в 1982 году, менял команды практически каждый год. Во многом это обусловлено привычной для того десятилетия в Бразилии практикой, при которой футбольным агентам доставалась определённая часть дохода при переходе игрока в другой клуб, хотя и самому футболисту в 33-летнем возрасте уже сложно было конкурировать за место в основе таких грандов, как «Коринтианс», «Атлетико Минейро» и «Сантос».
В 1980-е годы, уже по окончании карьеры игрока, Аду открыл две футбольные школы — в районе Сан-Паулу Морумби и в Алфавилле, между Баруэри и Сантана-ди-Парнаиба в агломерации Сан-Паулу.
В 2002 году Аду посетил родной город Жарагуа-ду-Сул по приглашению ряда культурных организаций (Ассоциация художников, Исторический музей и т. п.) и администрации города вместе со своей матерью и родственниками. Мэр города Иринеу Пасолд отметил вклад семьи Стингенов и лично Аду в культуру города Жарагуа-ду-Сул. Художница Арлет Шведлер (порт. Arlete Schwedler) вручила бывшему футболисту его портрет. На торжественной выставке были представлены художественные, фото и видео материалы, показывающие основные этапы биографии Аду, также на верхнем этаже музея города был открыт специальный уголок, посвящённый чемпиону мира. Аду поблагодарил жителей города за оказанную честь и за то, что они помнят о нём и отметил, что старается поддерживать связь со своими родственниками и знакомыми в этом городе даже спустя много лет после переезда.
Сейчас Аду живёт в Бруклине — районе Сан-Паулу, где владеет своими двумя футбольными школами.